# Institut culturel franco-allemand d'Aix-la-Chapelle
 (mai 2025).
 (mai 2025).
Si vous disposez d'ouvrages ou d'articles de référence ou si vous connaissez des sites web de qualité traitant du thème abordé ici, merci de compléter l'article en donnant les références utiles à sa vérifiabilité et en les liant à la section « Notes et références ».
L'Institut culturel franco-allemand d'Aix-la-Chapelle (DFKI Aachen), également connu sous le nom d'Institut français d'Aix-la-Chapelle, est un institut culturel basé à Aix-la-Chapelle. L'institut s'est donné pour mission de contribuer à la diffusion de la langue et de la culture françaises à Aix-la-Chapelle et dans ses environs. Ses locaux sont situés au 62 Lothringerstraße à Aix-la-Chapelle.

## Résumé
Véritable point névralgique des relations entre Allemands et Français, l'institut fait partie du réseau bien développé d'organisations culturelles œuvrant dans le franco-allemand. Des événements culturels et des cours de français y sont organisés. Il est également possible d'y demander des conseils concernant la France, la culture française et la langue française.
D'un point de vue organisationnel, cet institut ce divise en deux départements : le département dédié à la langue et le département dédié à la culture.
Parallèlement aux cours pour tous les âges et tous les niveaux, le DFKI propose également des cours plus spécifiques destinés à certains groupes cibles. Ainsi, l'offre s'adresse aussi bien aux enfants de maternelle (avec ou sans connaissances en français), qui sont initiés à la langue française de manière ludique, qu'aux adolescents et adultes. Quant aux salariés et aux entreprises, le DFKI propose des cours de formation et des cours de français professionnel.
De plus, le DFKI est un centre d'examen pour le DELF (Diplôme d'Etudes en Langue Française) et le DALF (Diplôme Approfondi de Langue Française), certificats de langue reconnus au niveau international, dont les examens sont organisés en collaboration avec 56 écoles de la région, réunissant chaque année plus de 700 participants.
Son vaste programme culturel, qui comprend jusqu'à 175 manifestations culturelles par an, vise à informer sur l'actualité française, entre autres dans les domaines de la société, de la politique, de l'économie, de la langue, de l'art, du cinéma et de la littérature.
Un large éventail de lectures, de conférences, de concerts, d'expositions et de projections de films familiarise les visiteurs avec la culture française et met en lumière les relations franco-allemandes dans le contexte européen. La plupart des manifestations sont organisées en collaboration avec des théâtres, des cinémas, des musées, des galeries, des universités et des écoles.